# パティヤーラー
パティヤーラー（Patiala, पतियाला, ਪਟਿਆਲਾ）は、インド北部の都市。
パンジャーブ州に属し、パティヤーラー県の県都である。人口は約30万人（2001年）。
パティアーラーとも呼ばれる。18世紀、パティヤーラーの都として建てられ、同名の藩王国の首都でもあった。

## 歴史
1763年、パティヤーラーはシク教の領主の支配下にはいる。
1808年、ランジート・シングの支配を嫌ったこの地の領主はイギリスと軍事保護条約を結び、藩王国となった。

## 概要
工業のほか農業も盛んで、穀物や綿などが生産されている。また、街にはパンジャーブ大学があり、多くの学生が学んでいる。近隣の都市としては、約40km東にアンバーラー、60km北東にチャンディーガルが位置している。

## 主な出身者
- アミール・ホスロー